# 프랑스의 앙리에트
프랑스의 앙리에트(Henriette Anne de France, 1727년 8월 14일 ~ 1752년 2월 10일)는 프랑스의 부르봉 왕가의 공주로, 루이 15세와 마리 레슈친스카 사이에서 태어난 두 번째 딸이다. 쌍둥이 언니로는 파르마 공작 부인 엘리사베타가 있다. 앙리에트는 엘리사베타, 도팽 루이 페르디낭 등과 함께 베르사유 궁전에서 어린 시절을 보냈다. 그녀는 음악에 관심이 많았고 특히 비올라 다 감바를 좋아했다. 함께 자란 쌍둥이 언니 엘리사베타가 파르마 공과 결혼했을 때에는 무척 상심했다고 한다. 앙리에트는 사촌 오를레앙 공 루이 필리프 1세와 결혼하고 싶어했지만 오를레앙 가의 세력을 키우고 싶지 않았던 루이 15세는 이 결혼을 허락하지 않았다. 앙리에트는 미혼인 채 1752년 천연두로 요절하여 생드니 대성당에 묻혔다.